# Tetranematichthys wallacei
Tetranematichthys wallacei är en fiskart som beskrevs av Richard P. Vari och Carl J. Ferraris, Jr. 2006. Tetranematichthys wallacei ingår i släktet Tetranematichthys och familjen Auchenipteridae. Inga underarter finns listade i Catalogue of Life.